# Pagani Huayra
Pagani Huayra (произносится «уа́йра», с коротким «у», подобно английскому why) — среднемоторный спортивный автомобиль итальянской марки Pagani. Начало производства — весна 2012 года. Плановый объём производства не превысит 20 автомобилей в год по цене от 1 млн евро (1,34 млн $).
Huayra означает «ветер» в переводе с языка кечуа, древнего языка инков.

## Технические особенности
Huayra использует двигатель V12 от Mercedes-AMG с углом развала цилиндров 60° и двумя турбокомпрессорами. В данной вариации двигатель развивает свыше 700 л.с. мощности и 1000 Нм крутящего момента. Максимальная скорость заявлена производителем на уровне 370 км/ч, разгон от 0 до 100 км/ч на мокром покрытии автомобиль осуществляет за 3,3 с (неподтверждённые данные производителя).
Коробка передач — секвентальная 7-ступенчатая. Сцепление — с двумя парами ведомый-ведущий диск.

### Двигатель
По просьбе заказчика поставщик двигателя для Huayra — компания Mercedes-AMG, внесла в конструкцию некоторые изменения, в результате которых был нивелирован турбопровал на низких оборотах (по сравнению с вариантом мотора, применённым на Mercedes-Benz SL65 AMG Black Series).
Система смазки применена с так называемым «сухим» картером, препятствующим масляному голоданию мотора при экстремально высоких значениях ускорения и способствующим снижению центра массы автомобиля, располагая двигатель ниже за счёт отсутствия масляной ванны в привычном понимании.
Контур системы охлаждения с двумя радиаторами по краям передней части проведён через масляный резервуар, что позволяет быстрее приводить двигатель в оптимальный температурный режим и стабильнее его держать, невзирая на нагрузки и климатические условия внешней среды.
Еще одной важной особенностью данного мотора является довольно простая схема газораспределительного механизма (один распредвал в головке двигателя и три клапана на цилиндр), тогда как моторы моделей Zonda имели более традиционную в таких случаях компоновку DOHC с четырьмя клапанами на цилиндр.

### Шасси
Конструкция кузова типа «монокок» создатели именуют «карботаниум» — производный термин от углепластика («карбона» в жаргонной лексике) и титана — ключевых материалов конструкции. Данный композиционный материал монокока был опробован на модели Zonda R. Механизм дверей — «крыло чайки» напоминает таковой на Mercedes-Benz SLS AMG. Топливный бак — расположен вертикально позади пассажирского отсека.

## Аэродинамика
Ключевое отличие в аэродинамике Huayra от Zonda — широчайшее на сегодня в коммерческом автомобилестроении использование активных аэродинамических элементов. Передние амортизаторы меняют высоту положения передней части автомобиля — опускают на высокой скорости и поднимают на малом ходе, смещая по необходимости баланс «практичность — низкое сопротивление воздуха».
На передней части (между фарами) и задней (сверху на обтекателе, между фонарями) по обе стороны от воображаемой продольной оси автомобиля вмонтированы элерон-интерцепторы, призванные варьировать прижимную силу. Они не только успешно заменяют привычные широкие антикрылья в создании дополнительного прижимного момента, но за счёт полностью независимой конструкции каждого способные компенсировать момент крена, увеличивая угол атаки на внутренней стороне автомобиля в повороте. При торможении задние элерон-интерцепторы встают максимально вертикально, выполняя функцию воздушного тормоза. При экстремальном торможении в действие вступает и активная передняя подвеска: перед машины приподнимается и, совместно с максимально загруженной задними элерон-интерцепторами кормой, компенсирует значительный в такие моменты дифферент на переднюю ось. В свою очередь, это позволяет автомобилю сохранять высокую маневренность даже в самых критических моментах.

## Официальный дебют
Публике Pagani Huayra впервые была продемонстрирована в марте 2011 года на Женевском автосалоне; пресс-релиз модели был выпущен 25 января 2011 года.

## Pagani Huayra BC
В марте, на Женевском автосалоне 2016 года, была представлена модификация под названием Pagani Huayra BC. BC в названии является инициалами одного из первых клиентов марки — Бенни Кайола (итал. Benny Caiola). Автомобиль изменился как внешне так и технически. Новые передний бампер, боковые юбки, задний диффузор дополняет массивное антикрыло. Автомобиль стал легче стандартной Huayra и весит 1218 кг. Мощность двигателя возросла до 789 л.с., крутящий момент до 1100 Нм, а время переключения коробки передач уменьшено со 150 до 75 мс. Всего будет выпущено 20 экземпляров автомобиля по цене 2,3 миллиона евро.
В 2019 году компания Pagani представила суперкар Huayra BC Roadster, который стал одним из самых дорогих серийных автомобилей в мире.

## Pagani Huayra Roadster
В феврале 2017 года была представлена открытая модификация автомобиля — Pagani Huayra Roadster. Вес родстера составил 1280 кг, а мощность двигателя 764 лошадиных сил. Родстер поставляется с двумя съёмными крышами: жёсткой — из углепластика и стекла; и мягкой — из углепластика и ткани. Все 100 экземпляров по цене 2,28 миллиона евро уже распроданы.

## Специальные версии
На Женевском автосалоне в 2012 году были представлены две спецверсии автомобиля: Pagani Huayra Carbon Edition и Pagani Huayra White Edition. Carbon Edition, в отличие от стандартного автомобиля, имеет полностью углепластиковый кузов чёрного цвета. Модель White Edition выкрашена в белый цвет, который дополняют углепластиковые элементы.
Другая спецверсия автомобиля под названием Pagani Huayra La Monza Lisa была создана для американского коллекционера автомобилей Криса Сингха и имеет углепластиковый кузов, украшенный полосами цвета итальянского флага сверху (капот, крыша, крышка двигателя) и по бокам автомобиля. Была разбита в аварии в Майами в мае месяце 2016 года. Позже была восстановлена и укомплектована аэродинамическим пакетом Pacchetto Tempesta.
Для китайского рынка была представлена серия из трёх спецверсий — Pagani Huayra Dinastia. Каждый автомобиль посвящён одному из драконов китайской мифологии и имеет свой собственный цвет: синий, золотой, красный. Углепластиковые кузовы были украшены изображениями драконов, а сзади установлены небольшие «плавники».
Pagani Huayra 730S — спецверсия, в названии которой «730» означает увеличенную по сравнению со стандартной версией мощность двигателя, а «S» это первая буква фамилии владельца. Кузов модели сочетает тёмно-синий и чёрный углепластик, который дополняют золотистые линии и колёсные диски. Первым владельцем автомобиля был Алехандро Саломон, но позже был продан американскому бизнесмену Дэвиду Ли, который является известным коллекционером Ferrari, из-за жалоб Саломона после владения 730S в течение года. После покупки машина была переименована в «Da Vinci».
Спецверсию Pagani Huayra Pearl отличает тёмно-синий карбоновый кузов, чёрные карбоновые юбки, изменённый передний бампер, антикрыло. Попала в ДТП в июне 2016 года. Была восстановлена и укомплектована пакетом доработок Pacchetto Tempesta.
Для Мэнни Хошбин была создана спецверсия Pagani Huayra Hermes Edition. Модель создана в сотрудничестве с французским Домом мод Hermès, который работал над дизайном салона, а также исполнил дизайн радиаторной решётки и ручки переключения передач.

## В киноиндустрии
Красно-чёрный Pagani Huayra был запечатлён в фильме «Трансформеры: Эпоха истребления» в качестве десептикон-прототипа по имени Стингер.

## Галерея

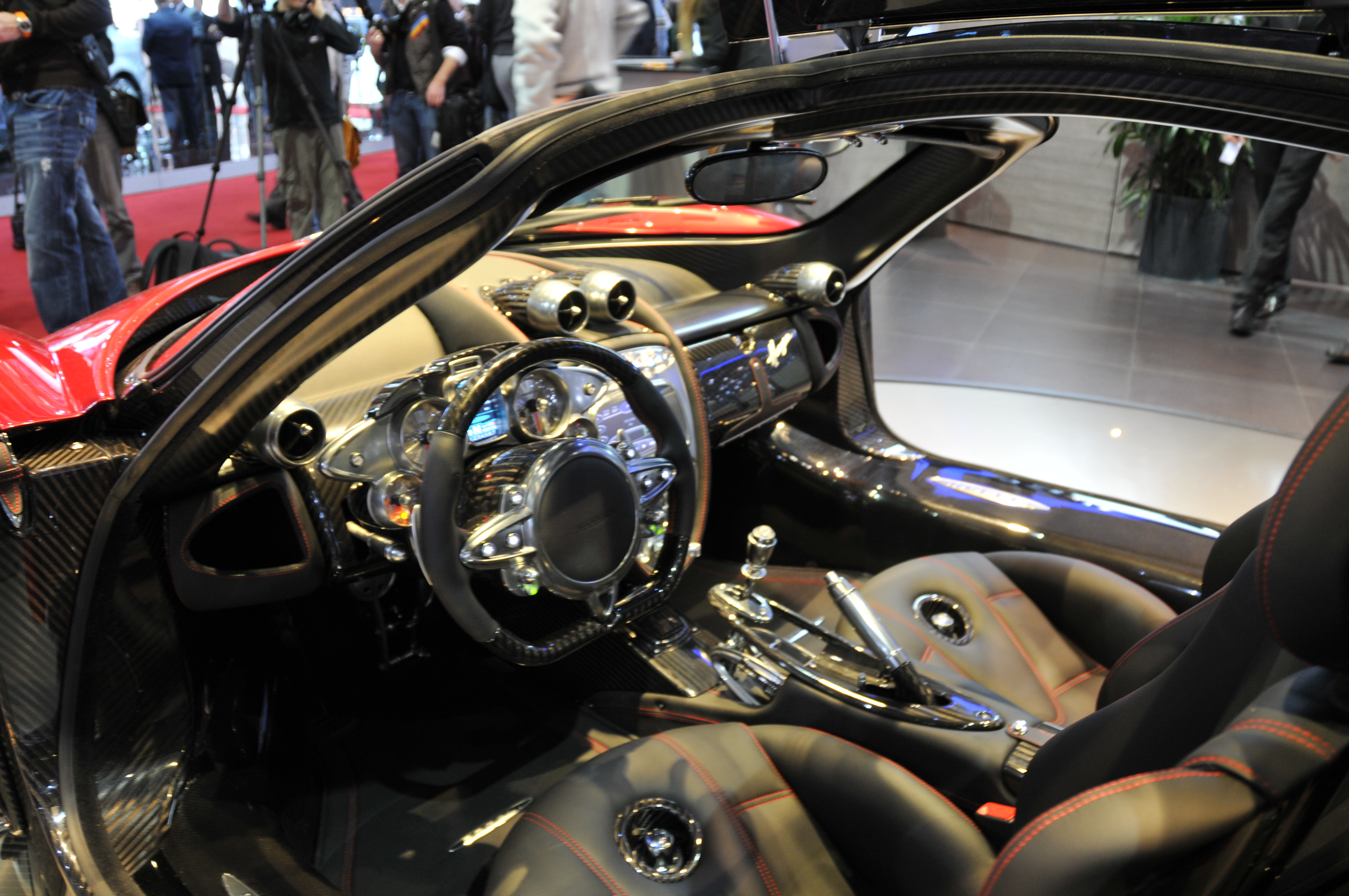
Интерьер гиперкара
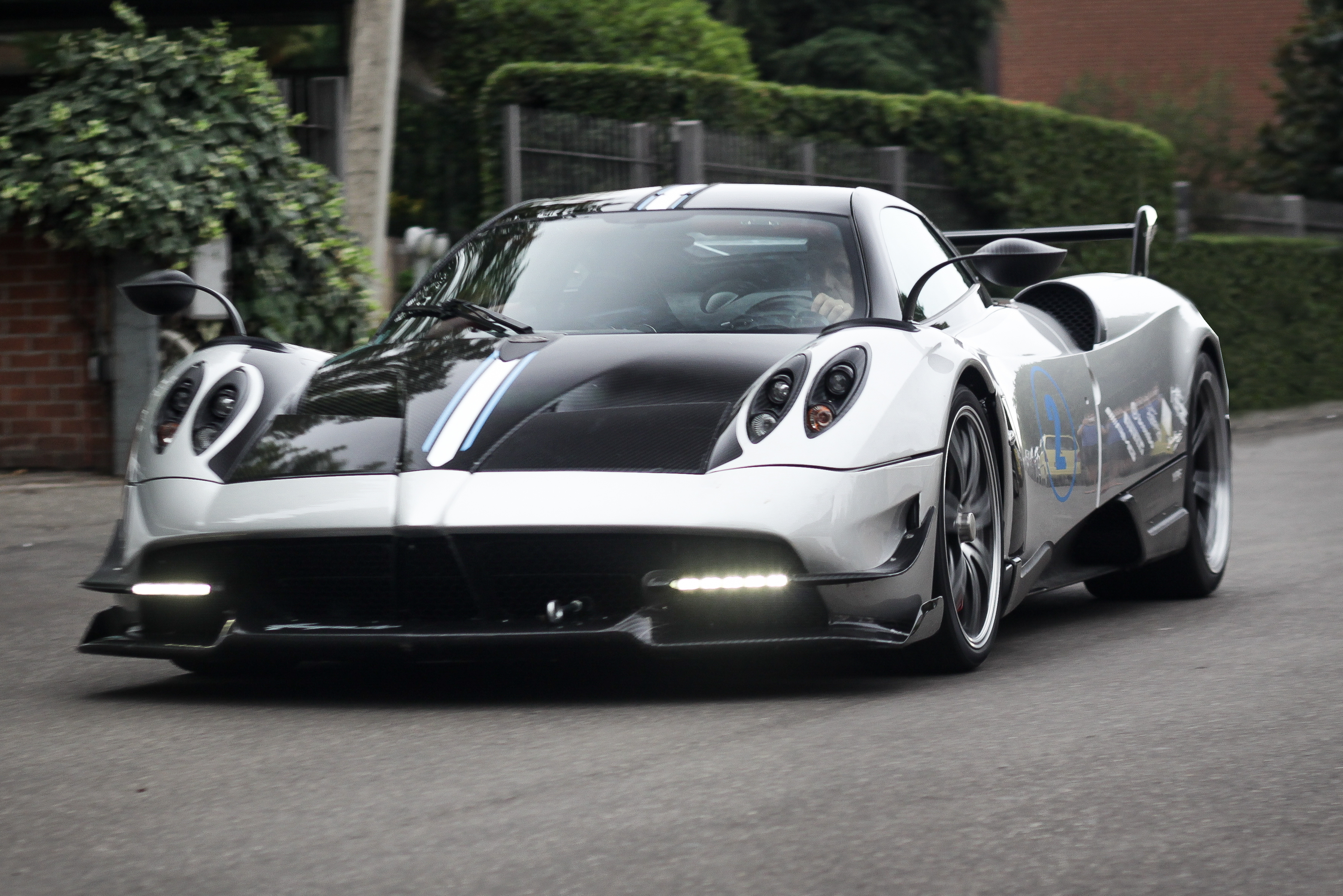
Модификация имени Бенни Кайолы
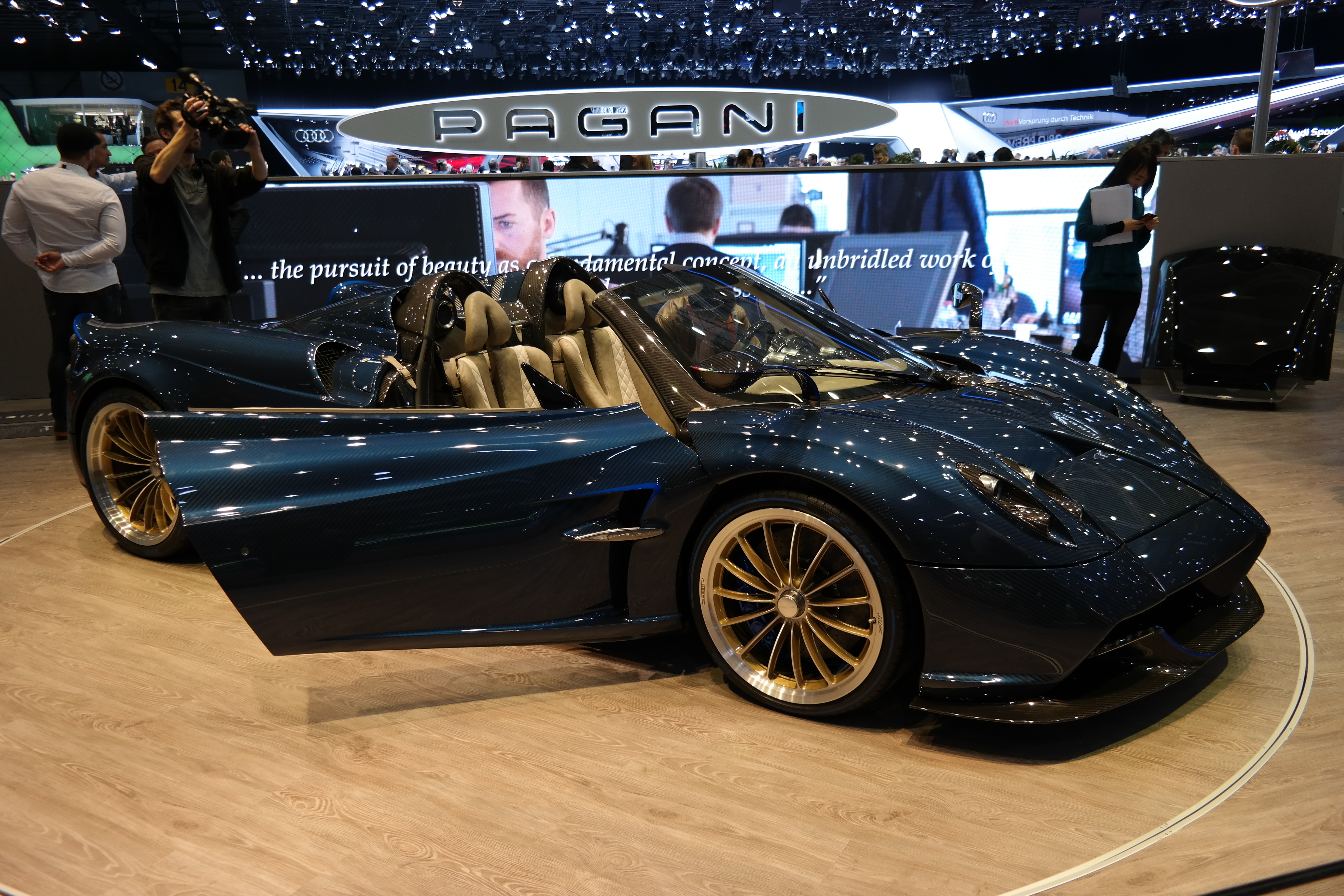
Родстер Pagani Huayra Roadster
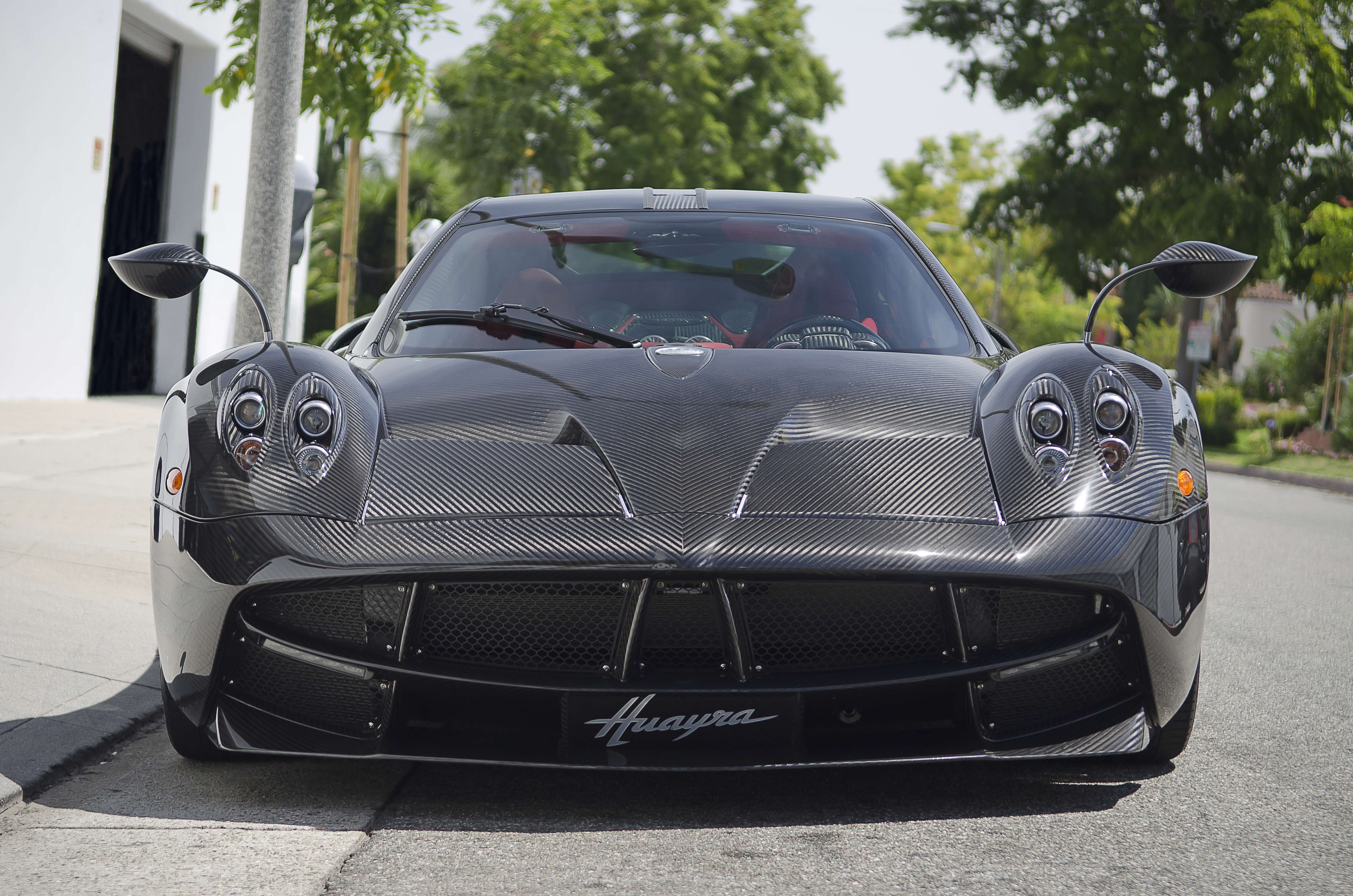
Спецверсия Pagani Huayra Carbon Edition
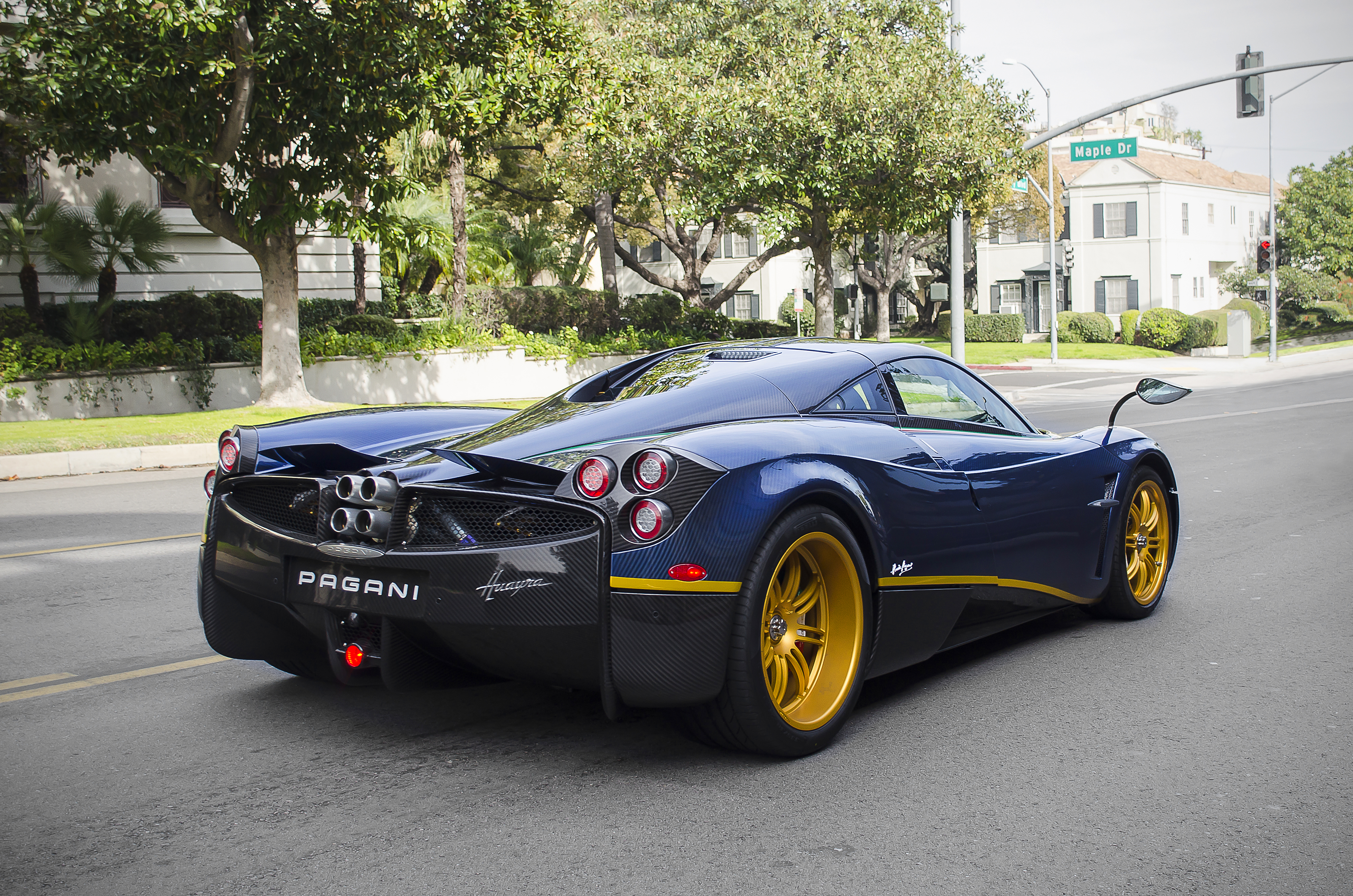
Спецверсия Pagani Huayra 730S